# Paróquia São Sebastião (Timóteo)
A Paróquia São Sebastião é uma divisão da Igreja Católica sediada no município brasileiro de Timóteo, no interior do estado de Minas Gerais. A paróquia faz parte da Diocese de Itabira-Fabriciano, estando situada na Região Pastoral III. Foi criada em 20 de janeiro de 1963.